# Laura Cutina

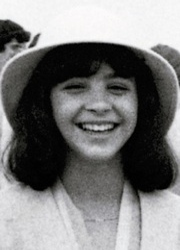
Laura Cutina

Laura Cutina (* 13. September 1968 in Bukarest) ist eine ehemalige rumänische Kunstturnerin.
1983 nahm Cutina zum ersten Mal an den Weltmeisterschaften teil. In Budapest wurde sie im Mannschaftsmehrkampf Vize-Weltmeisterin und im Einzelmehrkampf erreichte sie Platz neun. Bei den Olympischen Spielen 1984 in Los Angeles gewann sie mit der rumänischen Mannschaft mit Lavinia Agache, Cristina Grigoraș, Simona Păuca, Mihaela Stănuleț und Ecaterina Szabó die Goldmedaille. Außerdem wurde sie im Einzelmehrkampf Fünfte und im Bodenturnen Achte.
1985 erreichte Cutina bei den Turn-Europameisterschaften im Einzelmehrkampf Platz elf und im Sprung Platz sieben. Im selben Jahr fanden auch in Montreal die Weltmeisterschaften statt. Dort wurde Cutina wieder mit der Mannschaft Vize-Weltmeisterin. Außerdem war sie Zwölfte im Einzelmehrkampf.
Nach ihrer Leistungssportkarriere wurde Cutina Trainerin und war unter anderem in Italien tätig. Nach ihrer Hochzeit 2011 mit einem in den USA lebenden Rumänen trainiert sie in Las Vegas.